# Матрой Іван Купріянович
Іван Купріянович Матрой (22 червня 1919 — 29 червня 1998) — радянський військовик, в роки Другої світової війни — командир відділення 289-го гвардійського стрілецького полку 97-ї гвардійської стрілецької дивізії 5-ї гвардійської армії, гвардії сержант. Повний кавалер ордена Слави.

## Життєпис
Народився в селі Валегоцулівка, нині — село Долинське Ананьївського району Одеської області, в селянській родині. Молдован. Закінчив 4 класи школи, працював пастухом у колгоспі рідного села.
До лав РСЧА призваний Валегоцулівським РВК у 1944 році. Воював на 2-му та 1-му Українських фронтах.
У ніч на 24 листопада 1944 року західніше села Котушув (Польща) автоматник 289-го гвардійського стрілецького полку гвардії рядовий І. К. Матрой у складі розвідувальної групи брав участь у захопленні «язика». Діючи у групі підтримки, накинувся на полоненого німця, що спробував втекти, і захопив його.
4 лютого 1945 року у боях за село Шемелей (Польща) гвардії рядовий І. К. Матрой перебував попереду наступаючої піхоти. Непомітно наблизившись до групи ворогів з ручним кулеметом з тилу, відкрив щільний вогонь з автомата, змусивши їх у паніці втікати. У цьому бою влучним вогнем знищив 16 солдатів супротивника і захопив кулемет.
11 лютого 1945 року у нічному бою за населений пункт Тейхлінден (Польща) гвардії сержант І. К. Матрой виявив ініціативу, ризикуючи життям, підповз до будинку, з якого вів вогонь ворожий кулемет, і знищив його обслугу.
Демобілізований у червні 1946 року. Повернувся у рідне село. Працював фуражиром у колгоспі імені Кірова, згодом — на колгоспному млині.

## Нагороди
Нагороджений орденами Вітчизняної війни 1-го ступеня (11.03.1985), Слави 1-го (15.05.1946), 2-го (03.04.1945) та 3-го (29.11.1944) ступенів і медалями.